# Baldersbrønde
Baldersbrønde er en bydel i den østlige del af Hedehusenes byområde, på det nordøstlige Sjælland.
Tidligere var Baldersbrønde en landsby, men er i dag vokset sammen med Hedehusene.
I Baldersbrønde ligger bl.a. Plejecentret Baldersbo og Charlotteager, et større område med etagebyggeri opkaldt efter Charlottegård. 
Maleren L.A. Ring er tilknyttet Baldersbrønde.  
Han boede i landsbyen med sin hustru en tid og malede flere billede med motiver fra Baldersbrønde.
Baldersbrønde er nævnt i Johannes V. Jensens hyldestdigt til L.A. Ring hvor en strofe lyder:
Med Koften vaad af Baldersbrøndes Regn

han satte sig og malede en Egn,

paa Forhaand ikke i Succes’ens Tegn. 

## Etymologi
Byens navn er nævnt første gang i 1321 som Baldorpsbrynnæ.
Navnet er dannet af tre led: Mandsnavnet Balli, torp og brønd (brønd eller kilde). Navnet har ingen relation til guden Balder.